# USS Cod (1943)
USS Cod (SS-224) (cod betekent 'kabeljauw'), is een Amerikaanse onderzeeboot van de Gatoklasse. De boot opereerde tijdens de Tweede Wereldoorlog vanuit Australië. Na de Tweede Wereldoorlog werd de boot tot 1971 in reservedienst geplaatst. Vanaf 1971 werd de boot opgeknapt en sinds 1975 is de boot te bezichtigen als museumboot.
De USS Cod (SS/AGSS/IXSS-224) was een Gatoklasse-onderzeeër, de enige boot van de United States Navy die zo werd genoemd. De USS Cod (SS-224) werd ontworpen door de Electric Boat Company te Groton, Connecticut op 21 juli 1942. De tewaterlating gebeurde op 21 maart 1943 en hij werd gedoopt door mevr. G.M. Mahoney. De USS Cod werd op 21 juni 1943 overgedragen aan de eerste commandant, luitenant-ter-zee James C. Dempsey.

## Tweede Wereldoorlog

### Eerste patrouille
De USS Cod kwam in Brisbane, Australië aan op 2 oktober 1943 ter voorbereiding voor zijn eerste patrouilletocht. Hij vertrok 20 dagen later vanuit de Australische basis voor zijn eerste oorlogspatrouille die begon in de Zuid-Chinese Zee. Daar kwam hij in contact met een paar vijandelijke schepen en lanceerde slechts één aanval op 29 november, met onopgemerkte resultaten. Hij keerde terug naar Fremantle, West-Australië, voor een onderhoud van 16 december 1943 tot 11 januari 1944.

### Tweede patrouille
De USS Cod vertrok toen voor zijn tweede oorlogspatrouille in de Zuid-Chinese Zee, in de buurt van Java en Halmahera. Op 16 februari opereerde hij aan de oppervlakte voor hij een gewapende sampan tot zinken bracht met zijn geschut. Op 23 februari torpedeerde hij een Japans koopvaardijschip. Hij stuurde een ander koopvaardijschip naar de zeebodem op 27 februari en twee dagen later viel hij eveneens met succes een derde schip aan. Hij werd gedwongen tot een diepe duik om dieptebommen te ontwijken die door een gealarmeerd en toegesneld escorteschip werden afgeworpen. In het begin van de oorlog stelden de Japanners hun dieptebommen te ondiep af, omdat ze dachten dat Amerikaanse onderzeeboten maar 45 m diep konden duiken.

### Derde patrouille
De USS Cod voer terug naar Fremantle voor herstellingswerkzaamheden van 13 maart tot 6 april 1944. De Cod vertrok nu naar de Suluzee en de Zuid-Chinese Zee. In Luzon begon hij aan zijn derde oorlogspatrouille. Op 10 mei viel hij een zwaar begeleid konvooi van 32 schepen aan en deed de Japanse torpedojager "Karukaya" en een vrachtschip zinken, maar de escortebegeleiders deden hem noodgedwongen dieper wegduiken om hun dieptebommen te ontwijken.

### Vierde patrouille
De onderzeeër keerde naar Fremantle terug op 1 juni voor een inspectie en bevoorrading en op 3 juli vertrok hij voor zijn vierde oorlogspatrouille, dit keer onder bevel van commander James "Caddy" Adkins. Hij laveerde vanaf de kust van Luzon naar Java. De Cod bracht daar een koopvaardijschip met legermateriaal tot zinken op 3 augustus. Hij keerde terug naar Fremantle op 25 augustus.

### Vijfde patrouille
De USS Cod koos weer zee voor zijn vijfde oorlogspatrouille op 18 september 1944, voor een operatie in de Filipijnse wateren. Hij maakte zijn eerste contact, met een vrachtschip, op 5 oktober, en stuurde dit vrachtschip naar de zeebodem. Twee dagen later bracht hij zware schade toe aan een Japanse tanker. De operatiesector was goed gekozen want op 25 oktober kwam hij in contact met een groot konvooi. De USS Cod voerde verschillende aanvallen uit, maar zonder succes. Met al zijn torpedo's opgebruikt bleef hij het konvooi schaduwen tot de volgende dag en bracht dan verslag uit vanuit zijn patrouillepositie. In november fungeerde hij als reddingsonderzeeboot in de buurt van Luzon, dat door de United States Air Force werd aangevallen, en lag stand-by om de neergeschoten piloten uit zee op te pikken. De reeks luchtaanvallen op de Japanse gronddoelen moesten een weg openen voor de Amerikaanse invasie van Leyte later die maand.
De USS Cod keerde terug naar Pearl Harbor op 20 november 1944 en ging daarna terug naar het vasteland voor een grootschalige revisie. Hij keerde terug in Pearl Harbor op 7 maart 1945.

### Zesde patrouille
Op 24 maart vertrok hij uit Pearl Harbor naar de Oost-Chinese Zee voor zijn zesde oorlogspatrouille. Hij was aangewezen voor reddingstaken toen hij op 17 april gebruik maakte van zijn dekkanon om een Japanse sleepboot en zijn op sleeptouw genomen vrachtschip naar de zeebodem te schieten. Hij redde drie Japanse overlevenden en op 24 april lanceerde hij een aanval op een konvooi, waarbij hij veel schade toebracht. De volgende dag torpedeerde hij de mijnenveger W-41 en zond hem naar de zeebodem. Op 26 april werd de Amerikaanse onderzeeër bedreigd door een brand in het achterste torpedokamer maar die werd tijdig geblust door enkele bemanningsleden. Handmatig vuurde men noodgedwongen een hektorpedo af die nog in zijn torpedobuis zat, vóórdat de brand de reeds geladen torpedo kon bereiken en zou doen ontploffen. Een man viel overboord en verdronk tijdens deze noodsituatie.

### Zevende patrouille

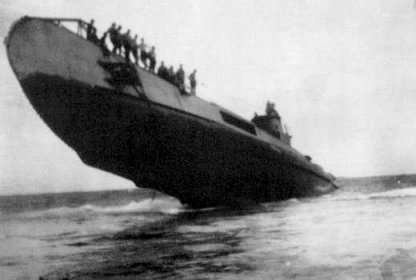
De Nederlandse onderzeeër Hr. Ms. O 19 vastgelopen op het Laddrif

Na herstellingswerken op Guam, tussen 29 mei en 26 juni 1945, zette hij koers naar de Golf van Thailand en de kust van Indo-China. Deze zevende oorlogspatrouille stond onder commando van luitenant-ter-zee Edwin M. Westbrook jr. Op 9 en 10 juli ondernam hij een reddingspoging van een Nederlandse onderzeeër, O 19, die was vastgelopen op het Laddrif. Toen lostrekken niet lukte nam hij de bemanning aan boord en bracht hen naar de Subicbaai; de Nederlandse boot werd tot zinken gebracht.
Na het wegbrengen van het Nederlands marinecontingent naar de Subicbaai, tussen 21 juli en 1 augustus 1945 ondernam hij met zijn boordgeschut aanvallen uit op gewapende jonken en gemotoriseerde sampans. Deze schepen waren alles wat de Japanse marine overhad om de troepen in Singapore te bevoorraden. Na de schepen gepraaid te hebben teneinde gevangenen of gedwongen tewerkgestelden te redden, bracht de USS Cod ze met zijn boordkanon tot zinken. Hij deed dit 23 maal. Op 1 augustus dwong een vijandelijke aanval hem om weg te duiken, zodat enkele van zijn bemanningsleden achterbleven in zee omdat ze niet op tijd binnen konden komen. De mannen werden twee dagen later gered door de USS Blenny (SS-324).
Toen de USS Cod op 13 augustus terugkeerde in Fremantle 1945, wachtte de Nederlandse bemanning van de O 19 de Amerikaanse bemanning op om een feestje te organiseren voor hun redders. Tijdens die viering hoorden de twee geallieerde groepen van de Japanse overgave. Om dit te symboliseren in dat gelukkig moment werd een ander symbool toegevoegd aan het embleem van de USS Cod: de naam O-19 met op de achtergrond een Martiniglas.
De USS Cod vertrok nu voor zijn thuisreis op 31 augustus. Hij kwam aan in New London, Connecticut, op 3 november. Na een bezoek aan Miami, Florida, vertrok de Cod naar Philadelphia, Pennsylvania, voor zijn algemeen onderhoud, om daarna terug te keren naar New London, waar hij op 22 juni 1946 officieel uit dienst werd genomen en bij de mottenballenvloot werd geplaatst.

## 1951 - 1971
De USS Cod werd in 1951 weer in actieve dienst geplaatst, onder het commando van kapitein-ter-zee Francis E. Rich, om deel te nemen aan de NAVO-oefeningen in onderzeebootbestrijding. Tijdens de beginperiode van de Koude Oorlog ondernam de USS Cod reizen naar St. John's, Newfoundland, en bezocht eveneens verscheidene havens in Cuba en Zuid-Amerika. Tijdens de LANTFLEX'52-vlootoefeningen werd de USS Cod geëerd voor het fictief tot zinken brengen van een Amerikaans vliegdekschip.
De USS Cod werd opnieuw uit actieve dienst genomen in 1954 en weer in de Reservevloot geplaatst. In 1959 werd hij via de pas geopende Saint Lawrence naar Cleveland, Ohio gebracht om daar dienst te doen als opleidingsvaartuig voor de Marine Reserve. De veteraan-onderzeeër werd onmiddellijk een populair doel voor schoolexcursies.
De USS Cod werd geherclassificeerd als Hulpfunctie-Onderzeeër (AGSS-224), op 1 december 1962, en als "Miscellaneous Unclassified Submarine" (IXSS-224) op 30 juni 1971. In 1971 werd hij niet meer bruikbaar verklaard als opleidingsschip en uit het Naval Vessel Register geschrapt.
De USS Cod werd gehuldigd voor het tot zinken brengen van meer dan twaalf vijandelijke schepen, met in totaal meer dan 37.000 ton en een aantal andere schepen beschadigd met een totaal van 36.000 ton scheepsruimte. Alle zeven oorlogspatrouilles werden beschouwd als "succesvol" en de USS Cod kreeg zeven Battle Stars.

## Als museumboot
Een handvol Clevelanders vormden het Cleveland Coordinating Committee to Save Cod Inc. om hem als gedenkteken voor de stad te verkrijgen en hem in die functie te behouden. In januari 1976 heeft de Marine de onderzeeër in bruikleen gegeven aan deze Cleveland-groep. De USS Cod begon toen zijn carrière als een drijvend gedenkteken in mei 1976 toen hij geopend werd voor het publiek en snel werd hij een populaire toeristische attractie. In 1986 heeft het Amerikaanse Ministerie van Binnenlandse Zaken de USS Cod aangewezen tot Nationaal Historisch Monument.
De Cod is nu een museumboot in Cleveland, Ohio, en wordt beheerd en geëxploiteerd als gedenkteken voor de meer dan 3.900 bemanningsleden van onderzeeboten die sneuvelden tijdens de 100 jaar geschiedenis van de United States Navy Submarine Force.
De onderzeeboot is de enige Amerikaanse onderzeeër waar geen extra toegangstrappen en/of deuren werden uitgesneden in zijn romp voor publieke entrée. Bezoekers van de boot gebruiken dezelfde verticale ladders en luiken zoals die werden gebruikt door zijn bemanning. Cleveland heeft een claim als gedeeltelijke geboorteplaats van de Cod aangezien de onderzeeër uitgerust is met vier dieselmotoren, die gebouwd werden door General Motors Cleveland Diesel fabriek in Cleveland.
Het USS Cod-gedenkteken heeft ook twee GG Cleveland Model 248-motoren verworven, die oorspronkelijk werden gebruikt aan boord van een andere onderzeeër uit de Tweede Wereldoorlog, de USS Stingray (SS-186). De twee motoren worden gebruikt voor de onderdelen voor het herstel voor de motoren van de USS Cod.

## USS Codin cijfers
- De USS Cod reisde 88.254 zeemijl (142.031 km) tijdens zijn zeven patrouilles (exclusief zijn gevaren zeemijlen van en naar de VS).
- De Cod verbruikte 1.023.963 gallon (1 gallon is 3,785 liter) dieselolie.
- Totaal oorlogspatrouilledagen was 415 dagen, met tezamen 108 dagen onderwatervaren van zonsopgang tot zonsondergang.
- Tijdens zijn zeven WO-II oorlogspatrouilles verschoot hij 122 torpedo's en noteerde hij 39 treffers.
- Zijn commandanten brachten 10 schepen tot zinken en beschadigden vijf schepen met hun torpedo’s. Dit is dezelfde gemiddelde verhouding van het aantal torpedo's per tot zinken gebracht schip als voor alle Amerikaanse onderzeeërs tijdens WO-II: één schip tot zinken gebracht per twaalf torpedo’s. Ter vergelijking: de Duitse U-boten brachten één schip tot zinken per vier torpedo’s.
- De USS Cod vernietigde nog eens vijf schepen, 24 jonken en elf drijvende zeemijnen met kanonvuur.
- Zijn dekgeschut verschoot 117 granaten van 4-inch 50-kaliber, 117 granaten van 5-inch 25-kaliber, 1404 mitrailleurkogels van 40 mm, 200 mitrailleurkogels van 20 mm, en 1450 mitrailleurkogels van 50-kaliber.[bron?]
- Zoals de meeste boten uit de Tweede Wereldoorlog heeft hij problemen door de aanwezigheid van asbest en lood.